# Triptognathus caucasicus
Triptognathus caucasicus är en stekelart som först beskrevs av Berthoumieu 1896.  Triptognathus caucasicus ingår i släktet Triptognathus och familjen brokparasitsteklar. Inga underarter finns listade i Catalogue of Life.